# William Hobart Royce
William Hobart Royce (1878-1963) est un écrivain, critique littéraire, bibliophile, bouquiniste, et poète américain, né et mort à New York, dans le quartier de Brooklyn.
Excentrique et totalement hanté par l'œuvre et le personnage de Balzac, il a passé sa vie à étudier La Comédie humaine, à la commenter, à la classer. Un article paru dans le magazine Life du 24 février 1947 rapporte :

« À Brooklyn, un certain William Hobart Royce a passé la plus grande partie de sa vie à se faire le double du romancier français Honoré de Balzac, aussi bien mentalement que physiquement. Il mangeait les mêmes aliments, buvait les mêmes boissons, fumait le même tabac. Il avait même pris l'habitude de se promener en robe de moine un peu comme la robe de chambre de Balzac. Inutile de dire qu'il faisait autorité en matière d'études balzaciennes, car il ne faisait pas qu'imiter Balzac, il était aussi bibliophile et bouquiniste spécialisé dans les éditions rares. Il est l'auteur d'une bibliographie de référence des œuvres de La Comédie humaine. »

Royce est aussi l'auteur de poèmes peu connus (Poems of Brooklyn) ainsi que l'éditeur, dans la même collection, de Frank O'Hara et de Garcia Lorca.
William Hobart Royce est fondateur et président de la Balzac Society of America  qui comptait une cinquantaine de membres, qui publiait le Balzac Bulletin et qui offrait chaque année un dîner où se retrouvaient entre autres les vice- présidents honoraires : André Maurois, George Arents, et Owen D. Young.

## Publications
- (en) Balzac as he should be read, éditions Auguste Giraldi, États-Unis, 1946.
- (en) A Balzac Bibliography, Chicago UP, 1930. Réédition Kessinger Publishing, Rare reprints, États-Unis, 668 p.  (ISBN 1432547550).
- (en) The Behest of Hess's, Biographical Dictionary of the Extreme Right Since 1890, éditions Philip Rees, 1991  (ISBN 0130893013).